# 192TV
192TV là kênh truyền hình âm nhạc nonstop chủ yếu mang đến những video ca nhạc từ những năm 1950, 1960 và 1970, được gọi là Oldies. Kênh do Bert van Breda, René Kroon và Ad Bouman sáng lập và thuộc sở hữu của BR Music BV. Tên đề cập đến đài phát thanh đài phát thanh ngoài khơi không còn tồn tại Radio Veronica từ những năm 1960 và 1970 được phát sóng trên bước sóng 192 mét (1562 kHz). Kênh này có sẵn dưới dạng kênh truyền hình cáp. Kênh được thông qua bởi hầu hết các nhà cung cấp truyền hình kỹ thuật số. 192TV ra mắt thông qua nhà điều hành cáp Caiway ở Hà Lan vào ngày 29 tháng 7 năm 2010.
Các chương trình phát sóng của 192TV bắt đầu vào cuối tháng 8 năm 2010. Tên này đề cập đến tần số truyền đầu tiên mà Radio Veronica phát sóng. Kênh có tính chất cổ điển cao. Các video quảng cáo được chiếu cho những người độc thân từ khi đài phát thanh ngoài khơi (vẫn còn) tồn tại.
Vào chiều thứ Bảy, các video ca nhạc được chiếu bao gồm những bài hát cũ nằm trong Dutch Top 40 của Hà Lan.